# 荏原村 (岡山県)
荏原村（えばらそん）は、岡山県後月郡にあった村。現在の井原市東江原町・神代町にあたる。

## 地理
小田川の左岸に位置していた。

## 歴史
- 1889年（明治22年）6月1日、町村制の施行により、後月郡東江原村、神代村が発足[3]。
- 1900年（明治33年）4月1日、上記2村が合併し荏原村が発足[1][2]。東江原、神代の2大字を編成[2]。
- 1953年（昭和28年）4月1日、後月郡井原町・西江原町・高屋町・木之子村・県主村・青野村・山野上村、小田郡大江村・稲倉村と合併して、市制施行し井原市を新設して廃止された[1][2]。合併後、井原市東江原町・神代町となる[2]。

### 地名の由来
古代・中世の郷名にちなむ。

## 産業
- 農業、藺草、葉煙草[2]